# Sylwester Kruczkowski (weterynarz)
Sylwester Kruczkowski (ur. 31 grudnia 1862) – polski lekarz weterynarz, urzędnik, pisarz.

## Życiorys
Wywodził się z rodziny Kruczkowskich nie herbu Korwin, lecz tego przydomku i herbu własnego. Urodził się 31 grudnia 1862. Był wnukiem Tomasza Jacka (żołnierz kościuszkowski, zm. 1845 w Tarnopolu). Miał brata Stefana Kazimierza (w 1893 zginął tragicznie w Stanisławowie). W dzieciństwie mieszkał w majątku rodziców w Werchutce 27 km od Lwowa.
Od około 1885 do około 1888 był weterynarzem w Mościskach. Równolegle od około 1887 był weterynarzem miejskim w magistracie mościskim. Następnie od około 1888 do około 1892 sprawował stanowisko weterynarza powiatowego przy urzędzie starostwa c. k. powiatu pilzneńskiego. Jednocześnie praktykował w zawodzie w Pilznie. Następnie od około 1892 do około 1897 sprawował stanowisko weterynarza powiatowego przy urzędzie starostwa c. k. powiatu bóbreckiego. Analogicznie w tych latach praktykował w Bóbrce. Od około 1897 do około 1899 w charakterze weterynarza powiatowego był przydzielony do pracy w biurze sanitarnym C. K. Namiestnictwa. Od około 1899 do około 1901 był weterynarzem powiatowym przy urzędzie starostwa c. k. powiatu lwowskiego. Od około 1901 do około 1903 sprawował stanowisko weterynarza powiatowego przy urzędzie starostwa c. k. powiatu wadowickiego. Od około 1903 do 1908 ponownie był weterynarzem powiatowym przy urzędzie starostwa c. k. powiatu bóbreckiego. Od 1908 do 1910 sprawował stanowisko weterynarza powiatowego przy urzędzie starostwa c. k. powiatu drohobyckiego. Pod koniec sierpnia 1910 został przeniesiony z Drohobycza do Lwowa, a we wrześniu 1910 mianowany starszym lekarzem powiatowym (niem. Bezirksobertierarzt). Od 1910 pracował w charakterze starszego weterynarza powiatowego w Departamencie Weterynaryjnym C. K. Namiestnictwa i pozostawał tam także podczas I wojny światowej do 1918.
Poza pracą urzędową nadal figurował jako praktykujący weterynarz: od około 1897 w Jaśle, około 1901/1902 w Bukaczowcach, od około 1902 we Lwowie, a od około 1910 w Przemyślu.
Po odzyskaniu przez Polskę niepodległości w trakcie wojny polsko-bolszewickiej 1920 służył jako szeregowy. W ataku pod Bogdanówką został pojmany przez wroga i jako jeniec poprowadzony przez Berdyczów do Winnicy nad Bohem. Zbiegł z niewoli i przedostał się do Skały nad Zbruczem.
Jako emerytowany wojewódzki lekarz weterynarii pod koniec 1933 został skazany na karę dwóch lat pozbawienia wolności w zawieszeniu na dwa lata, po tym jak występując przed sądem w charakterze świadka poczuł się dotknięty postępowaniem sędziego i oskarżył go w liście do ministra sprawiedliwości, po czym sprawę uznano za bepodstawną. W latach 30. II Rzeczypospolitej był członkiem zwyczajnym Towarzystwa Badania Historii Obrony Lwowa i Województw Południowo-Wschodnich (wymieniony ze stopniem doktora). W połowie lat 30. zamieszkiwał przy ulicy Kadeckiej 28 we Lwowie. Miał syna Sylwestra (ur. 1892), oficera wojskowego.

## Publikacje
- Ruś Czerwona (Lwów: 1923)[33]
- Poczet Polaków wyniesionych do godności szlacheckiej przez monarchów austrjackich w czasie od roku 1773 do 1918: dalej tych osób, którym wymienieni władcy zatwierdzili dawne tytuły książęce względnie hrabiowskie lub nadali tytuły hrabiów i baronów jak niemniej tych, którym zatwierdzili staropolskie szlachectwo (Lwów: 1935)[34]

## Odznaczenia
austro-węgierskie
- Brązowy Medal Jubileuszowy Pamiątkowy dla Sił Zbrojnych i Żandarmerii[21]
- Medal Jubileuszowy Pamiątkowy dla Cywilnych Funkcjonariuszów Państwowych[21]
- Krzyż Jubileuszowy dla Cywilnych Funkcjonariuszów Państwowych[21]